# Râul Motru Sec
Râul Motru Sec este un curs de apă, afluent al râului Motru. 
Suprafața bazinului hidrografic aferent râului Motru Sec este de 81 km2. Altitudinea medie a bazinului este de 725 m. Datorită prezenței calcarelor jurasice, debitul râului scade, în perioada secetoasă, secând (aproape în fiecare an) pe porțiuni foarte mari. 
Speciile de pești întâlnite sunt: păstrav (Salmo Trutta Fario), clean (Leuciscus Cephalus), mreană (Barbus Barbus). 
Energia apei Motrului Sec a fost utilizată de-a lungul timpului de către localnici, fie la morile de apă (Moara lui Romică Barbu, Moara lui Nicolae Lăzărescu etc.) fie la producerea curentului electric, in microhidrocentrale, pentru alimentarea sălașelor(conacelor).